# Kissing the Beast
Kissing the Beast è un'antologia su due dischi della band heavy metal britannica Venom, pubblicata nel 2002 dalla Sanctuary Records.
La compilation è incentrata sul periodo 1989-1993, gli anni di permanenza nel gruppo di Tony Dolan "Demolition Man".

## Il disco
La raccolta è così strutturata: il primo CD include brani tratti dai tre album dei Venom registrati con Tony Dolan in formazione. Il secondo invece raccoglie versioni dal vivo e in studio di canzoni dell'epoca nella quale Conrad Lant era in formazione nei Venom insieme a Tony Dolan. Si tratta dell'unica compilation ufficiale che prende in esame questo periodo della band.
L'album The Waste Lands, è rappresentato quasi nella sua interezza sul primo disco della compilation, con un totale di 9 tracce sulle 10 in esso contenute.

## Tracce
CD 1
1. Cursed - 7:33
2. Need To Kill - 5:11
3. In Memory Of (Paul Miller 1964-1990) - 4:16
4. Wolverine - 4:05
5. Arachnid - 2:41
6. I'm Paralysed - 2:32
7. Crucified - 3:30
8. Into The Fire - 3:22
9. Riddle Of Steel - 2:46
10. Shadow King - 3:52
11. Trinity MCMXLV 0530 - 3:29
12. Black Legions - 3:42
13. Parasite - 3:08
14. Acid - 4:12
15. Tribes - 3:44
16. Even In Heaven - 4:03
17. Kissing The Beast - 3:21

CD 2
1. Live Like An Angel [Die Like A Devil] - 3:05
2. Welcome to Hell - 2:39
3. Bursting Out - 2:44
4. Countess Bathory - 4:44
5. Black Metal (live) - 0:49
6. Buried Alive - 4:15
7. Die Hard - 2:51
8. Angel Dust - 2:36
9. Witching Hour - 3:13
10. Teacher's Pet - 2:24
11. Skool Daze - 5:03
12. In Nomine Satanas - 3:37
13. Blood Lust - 2:52
14. Hell Bent For Leather (cover dal vivo dei Judas Priest) - 2:19
15. Speed King (cover dei Deep Purple) - 3:29

## Formazione
- Demolition Man (Tony Dolan) - voce, basso
- Mantas (Jeffrey Dunn) - chitarra
- Big Al (Al Barnes) - chitarra
- War Maniac (Steve White) - chitarra
- Abaddon (Anthony Bray) - batteria
- VXS (Trevor Sewell) - tastiere